# Satellitenkonstellation

GPS-Satellitenkonstellation

Unter einer Satellitenkonstellation versteht man eine Anordnung von mehreren Satelliten, die einem gemeinsamen Ziel dienen. Eine Satellitenkonstellation, bei der sich die Satelliten mit einem konstanten Abstand in dieselbe Richtung bewegen, wird als Satellitenformation bezeichnet. In vielen Fällen wird eine Satellitenkonstellation zur globalen Abdeckung eines Dienstes (z. B. Satellitennavigation, Satellitenkommunikation und andere) genutzt. Eine globale Abdeckung bedeutet dabei, dass die Ausleuchtungszonen der Satelliten die Erdoberfläche komplett abdecken, so dass jederzeit an jedem Ort auf der Erde mindestens ein Satellit erreichbar ist (jedoch noch abhängig von den gegebenen lokalen Bedingungen).

## Hintergrund

### Geschichte
Die ersten Personen, die Publikationen über Satellitenkonstellation zur globalen Abdeckung herausbrachten, waren L. Vargo (1960: „Orbital Patterns for Satellite Systems“), D. Lüders (1961: „Satellite Networks for Continuous Zonal Coverage“) und R. Easton, R. Brescia (1969: „Continuously Visible Satellite Constellations“). Aufgrund der Arbeiten von J. G. Walker (70er Jahre) und dessen Notation, zu Konstellation mit kreisförmigen Satellitenbahnen auf verschiedenen Orbithöhen und mit verschiedenen Bahnneigungen, wurde diese nach ihm benannt: die Walker-Konstellation. Danach wurden Konstellationen, die eine globale Serviceabdeckung, mit vier Satelliten auf elliptischen Orbitbahnen, eine mit drei Satelliten und im neuen Jahrtausend eine mit zwei Satelliten veröffentlicht.

### Design einer Satelliten-Konstellation

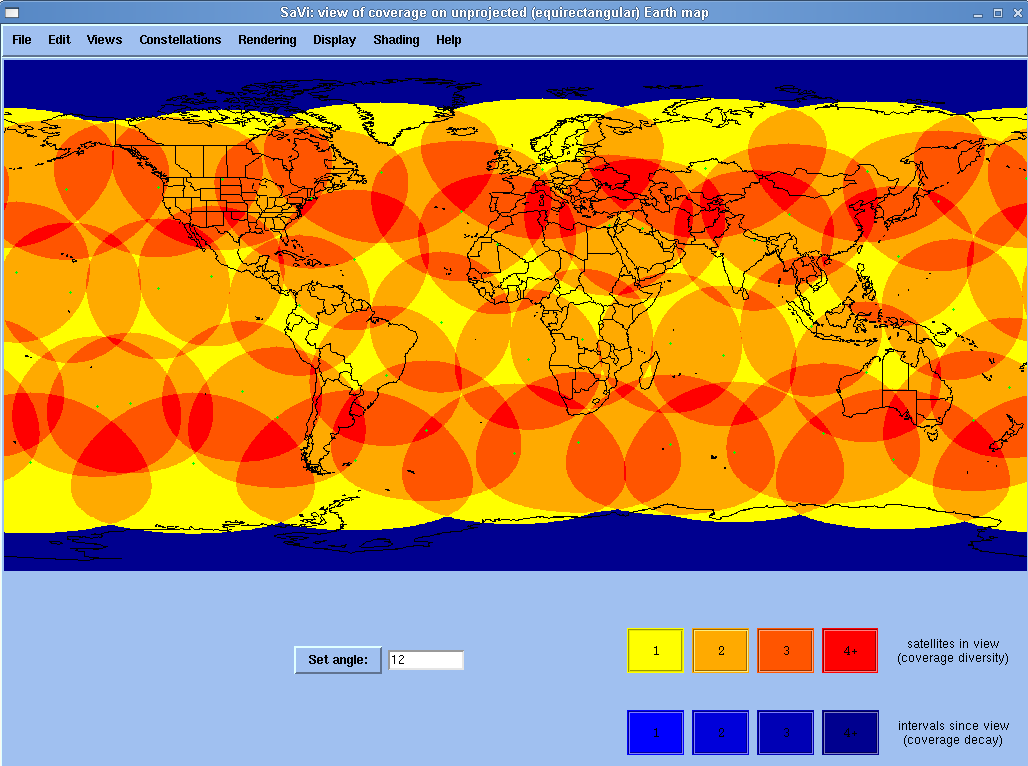
Serviceabdeckung der Globalstar-Satellitenkonstellation

Serviceabdeckung der Iridium-Satellitenkonstellation

Die Herausforderung beim Design einer Konstellation besteht in der Auswahl der entsprechenden Parameter. Dabei können die verschiedenen Orbitparameter, wie Orbithöhe, -form, Exzentrizität, Inklination usw., für die Satelliten einer Konstellation unterschiedlich sein, was zur Folge hat, dass die geometrische Komplexität der Konstellation ansteigt. Die Orbitparameter und deren Abhängigkeiten sind vielfältig, so dass vier wesentliche Parameter nur kurz aufgezeigt werden:
Eine der ersten Fragestellungen betrifft die Serviceabdeckung. Diese berücksichtigt die Flächen auf der Erde, auf denen eine Organisation einen Service anbieten möchte. So können z. B. die Polkappen von geringerem Interesse sein, da zu gering besiedelt, als der Rest der Erdoberfläche (siehe Globalstar vs. Iridium). Auf der anderen Seite kann auch nur die Serviceabdeckung für einen Staat von besonderer Bedeutung sein. Die Art der Serviceabdeckung, ob global oder partiell, beeinflusst maßgeblich den Konstellationstyp.
Aus finanzieller Sicht spielt die Anzahl der Satelliten, aufgrund des Baus und des Transportes, eine wesentliche Rolle. So werden die Kosten des Aufbaus des Iridium Kommunikationssystems mit 66–93 Satelliten auf ungefähr 5 Mrd. US-$ bzw. das Nachfolgesystem wird mit 72–81 Satelliten auf 2,9 Mrd. US-$ geschätzt. Die Anzahl der Satelliten beeinflusst den notwendigen Orbit zur Abdeckung eines Service bzw. die geometrische Form der Konstellation. Die Satellitenanzahl ist jedoch nicht der einzige Kostentreiber, so spielen die zu verwendenden Technologien, die Orbithöhe (Umweltbedingungen) oder die Bodeninfrastruktur eine weitere wesentliche Rolle. Dies ist u. a. an dem Satellitennavigationssystem Galileo zu erkennen, das trotz der geringeren Satellitenanzahl von 30 Stück Kosten in Höhe von 6,7 bis 6,9 Mrd. Euro verursacht.
Ist der gewünschte Umfang der Serviceabdeckung bekannt, bestimmt die Orbithöhe mit dem Konstellationstyp maßgeblich die erforderliche Anzahl der Satelliten. Mit zunehmender Orbithöhe steigt jedoch die Strahlung an, aufgrund der Abnahme der Stärke des Erdmagnetfeldes. Dadurch steigen die Entwicklungskosten des Satellitentyps. Des Weiteren steigt auch die erforderliche Sendeleistung mit zunehmender Orbithöhe und der Zeitversatz aufgrund des Kommunikationsweges an. Mittels verschiedener Orbitformen, wie kreisförmig, elliptisch und deren Ausrichtung, kann die Anzahl der Satelliten durch eine Steigerung der geometrischen Konstellationskomplexität reduziert werden. Aufgrund der Vielzahl der Parameter wird diese Optimierung in der Praxis numerisch durchgeführt.
Das Konstellationsmuster bzw. -typ bestimmen die Serviceabdeckung, mittels der Variation der Anzahl der Orbitebenen und deren Inklinationen. So ist z. B. eine Serviceabdeckung der Polkappen bei einer Walker-Konstellation mit niedriger Umlaufbahn und mittlerer Inklination (~ 60°) nicht möglich, wohingegen eine polare Konstellation (Inklination ~ 90°) diesen Bereich abdeckt. Die Orbitebenen und deren Ausrichtung beeinflussen wiederum die Bodeninfrastruktur, so muss zu jeder Orbitebene mindestens eine Bodenstation (abhängig von der Art des Services) zur Verfügung stehen, die Kontakt zu den Satelliten in diesem Orbit aufnehmen kann. Alternativ kann auch ein Relaysatellit in einem benachbarten oder höheren Orbit zur Kommunikation mit einer Bodenstation verwendet werden (siehe z. B. European Data Relay Satellite).

## Satellitenkonstellationen

### LEO-Konstellationen
Diese Art von Satellitenkonstellationen ist für niedrige Erdumlaufbahnen gedacht. Hintergrund ist die steigende Strahlungsbelastung, die mit zunehmender Orbithöhe auf den Satelliten einwirkt. Dies erhöht die Entwicklungs- und Produktionskosten und/oder verringert die Lebensdauer eines Satelliten oder einer Satellitenkonstellation. Die zwei bekanntesten Konstellationen mit kreisförmigen Orbits sind die Walker- und die polare Satellitenkonstellation.

#### Die Walker-Konstellation

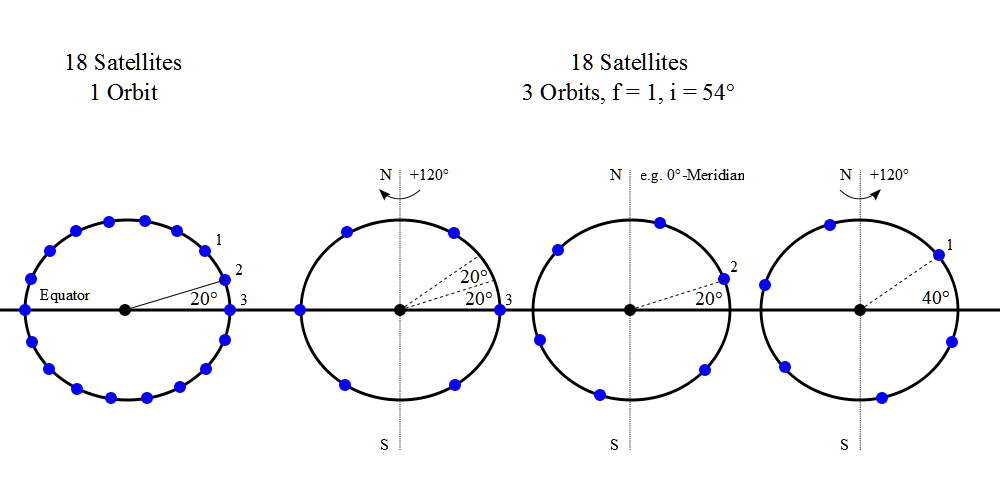
Walker-Konstellation 54°:18/3/1

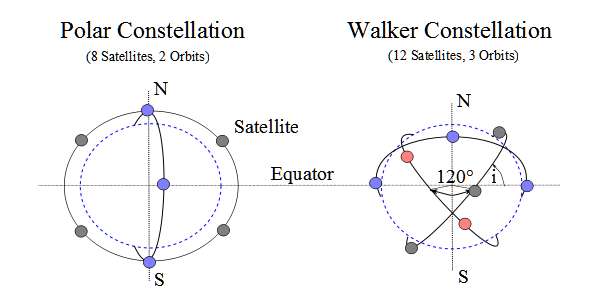
Beispiel für eine polare und eine Walker-Konstellation

Die Walker-Konstellation, im Englischen auch Walker Delta Pattern Constellation, beschreibt die Verteilung der Satelliten in den verschiedenen kreisförmigen Orbits. Die Orbits besitzen dabei alle die gleiche Bahnneigung (Inklination) relativ zur Referenzebene. Typischerweise ist die Referenzebene die Äquator-Ebene. Die Notation dieser Konstellation wird wie folgt angegeben:
{\displaystyle i:t/p/f}
i: Inklination [°], t: Satellitenanzahl, p: Anzahl der Orbits (gleichmäßig verteilt), f: Phasenparameter (0 bis p-1)
Der Phasenparameter kann wie folgt interpretiert werden:
{\displaystyle \nu _{2}=\nu _{1}+f\cdot {\frac {360^{\circ }}{t}}}
{\displaystyle \nu }: wahre Anomalie (siehe Satellitenbahnelemente)
Die wahre Anomalie des Satelliten 2 (der nächst östliche Satellit von Satellit 1) liegt um den zusätzlichen Betrag höher als die wahren Anomalie 1 des Satelliten 1, wobei sich die Satelliten 1 und 2 auf unterschiedlichen Orbitbahnen befinden. D.h. f gibt die Phasenverschiebung der Satellitenverteilung zur Referenzebene (meist Äquator) an. Für f=0 überschreiten jeweils immer ein Satellit je Orbit zur gleichen Zeit die Äquatorebene, bei f>0 überschreitet zuerst ein beliebiger Satellit die Äquatorlinie (Abbildung: „1“), gefolgt vom nächst westlichen Satelliten (Abbildung: „2“) der wiederum von dessen nächst westlichen Satelliten gefolgt wird (Abbildung: „3“).
Beispiel: 54°:18/3/1
Diese Walker-Konstellation (siehe Abbildung) enthält 18 Satelliten, die sich auf 3 Orbitebenen verteilen, also jeweils 6 Satelliten pro Orbitebene, wobei jede Orbitebene eine Inklination von 54° besitzt (in Abbildung nicht eingezeichnet). Die Phasenverschiebung zwischen den Satellitenebenen beträgt 20°.
Je nach Inklination der Orbitbahnen können bei einer Walker-Konstellation die Polkappen nicht abgedeckt werden.

#### Polare Satellitenkonstellation
Eine polare Konstellation, im Englischen auch Walker Polar Star Pattern Constellation genannt, zeichnet sich durch einen Inklinationswinkel von ungefähr 90° aus, d. h. die Satelliten der Konstellation überqueren die Polkappen. Eine Walker Delta Pattern Constellation mit einer Inklination von annähernd 90° ist demzufolge eine polare Konstellation. Hierdurch wird eine Abdeckung der polaren Gebiete erreicht, die jedoch aus kommerzieller Sicht eher unbedeutend sind (zu geringe Besiedelung). Für wissenschaftliche Forschungsmissionen zu den Polkappen sind solche Kommunikationssysteme jedoch von hohem Interesse. Die Satellitenkonstellation Iridium ist im Gegensatz zu Globalstar ein polares System. Aus diesem Grund wird das Iridium-Kommunikationssystem bevorzugt für wissenschaftliche Missionen zu den nördlichen und südlichen Breitengraden verwendet. Diese Verwendung war auch ein Grund für die Verschiebung der Abschaltung des Systems aufgrund des Konkurses im August 2000 und der darauf folgenden wirtschaftlichen Weiterführung durch Iridium Satellite LLC ab 2001.

### Hochelliptische Konstellationen

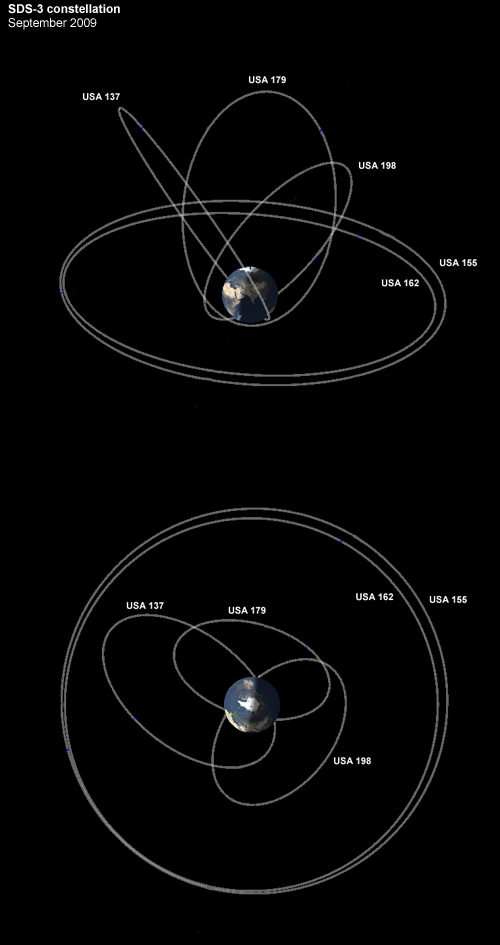
Molnija-Orbit-Konstellation

#### Molnija-Konstellation
Eine Molnija-Konstellation zeichnet sich durch die Verwendung des Orbittyps Molnija-Orbit (hochelliptischer Orbit) aus. Ein Molnija-Orbit besitzt den Vorteil, dass ein Satellit eine relativ lange Zeit einen Service unterhalb des Gebietes des Apogäums anbieten kann. Dieser Typ wurde für russische Kommunikationssatelliten verwendet, da die Sendeleistung von geostationären Satelliten für die nördlichen Breiten Russlands zu groß wäre und eine Kommunikationsverbindung zu einem Satelliten einer polaren Konstellation zu kurzzeitig ist bzw. zu viele Satelliten benötigen würde. Ein Beispiel einer solchen Konstellation ist das Satellite Data System (SDS) (siehe Abbildung rechts) der Streitkräfte der Vereinigten Staaten, das seit 1976 beginnend mit SDS-1 durch diese verwendet wird.

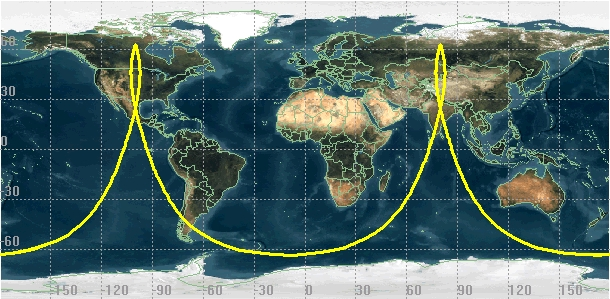
Bodenspur eines Molnija-Satelliten
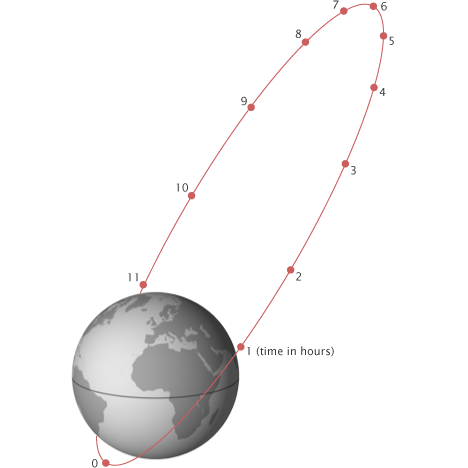
Molnija-Orbit mit Stundenmarkierungen

### MEO-Satellitenkonstellationen
MEO-Konstellationen werden vorzugsweise von Navigationssatellitensystemen genutzt. Aufgrund der Höhe werden weniger Satelliten als im LEO, dafür aber eine höhere Sendeleistung benötigt. Des Weiteren befinden sich diese Systeme im Van-Allen-Gürtel, was zur Folge hat, dass diese für eine höhere Strahlendosis ausgelegt werden müssen.

### Geostationäre Satellitenkonstellationen

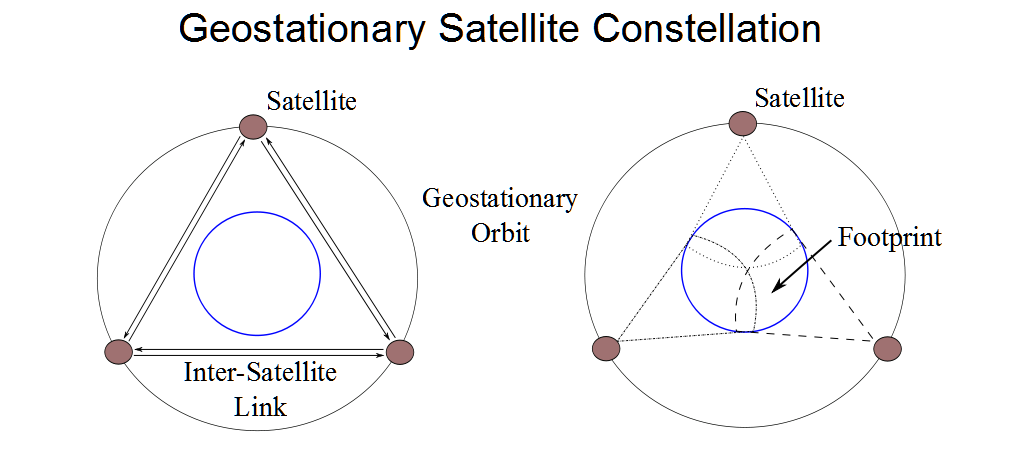
Geostationäre Satellitenkonstellation

Der Vorteil an der Stationierung einer Satellitenkonstellation im GEO ist die minimale Satellitenanzahl, die zu einer globalen Serviceabdeckung benötigt wird. Theoretisch wären zwei Satelliten ausreichend, um über 80 % aller Orte auf der Erde erreichen zu können (wenn die Erde eine perfekte und glatte Kugel wäre). Praktisch allerdings ist an den Schnittstellen wie auch in hohen Breiten eine Erreichbarkeit nicht gewährleistet, aufgrund der örtlichen Gegebenheiten wie Hügel, Berge, Gebäude und anderer Hindernisse. Auch spielt die Sendeleistung eine wesentliche Rolle, so dass die russischen Kommunikationssatelliten keine GEO-Stationierung, sondern einen Molnija-Orbit nutzten. Aus diesem Grund besitzen GEO-Konstellationen mindestens drei Satelliten (siehe Abbildung). Die NASA nutzt solch einen Konstellationstyp zur Unterstützung ihrer Raumfahrtmissionen im LEO. Diese Konstellation ist als TDRS-System (engl.: Tracking and Data Relay Satellite System) bekannt.

### Orbitkombinationen
Wie zuvor erwähnt, kann durch die Erhöhung der Konstellationskomplexität die Anzahl der Satelliten reduziert werden. So können z. B. verschiedene Orbittypen, wie LEO und MEO, für eine Konstellation verwendet werden, wobei eine Intersatelliten-Verbindung für die Satelliten dieser Konstellation auf den zwei Orbittypen existieren muss. Weiterhin können auch Umlaufbahnen und deren Ausrichtung genutzt werden, um z. B. polygone Konstellationen zu generieren. Die Möglichkeiten sind recht vielfältig, so dass hier nur kurz darauf verwiesen wird.

## Sonstiges
Was in diesem Zusammenhang nicht näher beschrieben wird, sind Intersatelliten-Verbindungen (eng.: inter-satellite link, Abk.: ISL) und deren Verwendung in Satellitennetzwerken. Intersatelliten-Verbindungen sind für die Weiterleitung der empfangenen Daten relevant. Können die Satelliten einer Konstellation keine Verbindung untereinander herstellen, so wie dies bei Globalstar der Fall ist, ist das Vorhandensein einer Bodenstation im Footprint erforderlich, die die vom Satelliten weitergeleiteten Daten in das terrestrische Netz übermittelt. Eine Alternative bieten ISL, so wie bei Iridium. Mittels dieser Verbindungen können Daten nur durch die Satellitenkonstellation, ohne Zwischenschritt über eine Bodenstation, übertragen werden. Die Weiterführung dieser Technologie führt zu Satellitennetzwerken. Diese noch theoretischen Systeme könnten eines Tages eine Infrastruktur analog dem Internet im Weltraum zur Verfügung stellen.

## Anwendungen
Satellitenkonstellationen finden in verschiedenen Bereichen ihre Anwendung, wie z. B.:
- Telefonie und Datenkommunikation: Globalstar, Inmarsat, Iridium, Orbcomm
- Internetzugang: O3b, OneWeb, Starlink, Projekt Kuiper
- Internet der Dinge / M2M: Spacebee, Kepler, Tianqi
- Satellitennavigation: GPS, GLONASS, Beidou, Galileo
- Erdfotografie: SkySat, Flock, BlackSky Global
- Verkehrsüberwachung: Lemur-2, Skywalker
- Fernerkundung: Disaster Monitoring Constellation, ICEYE